# Coccophagus spartanus
Coccophagus spartanus är en stekelart som beskrevs av Japoshvili och Karaca 2002. Coccophagus spartanus ingår i släktet Coccophagus och familjen växtlussteklar. Inga underarter finns listade i Catalogue of Life.